# OSPF
OSPF eller Open Shortest Path First er en protokol til at etablere rutning i interne datanetværk (dvs. indenfor samme autonome system – også kaldet IGP, interior gateway protocol). Med OSPF opbygges en forbindelsestilstands-graf af routere (knuder) og forbindelser mellem disse (kanter). Kanterne tilskrives en omkostning. Denne kan repræsentere alt fra latency til faktiske omkostninger ved at benytte forbindelsen. Derefter benyttes Dijkstras algoritme til at finde den "korteste" vej defineret af omkostningerne.